# 알렌티스케

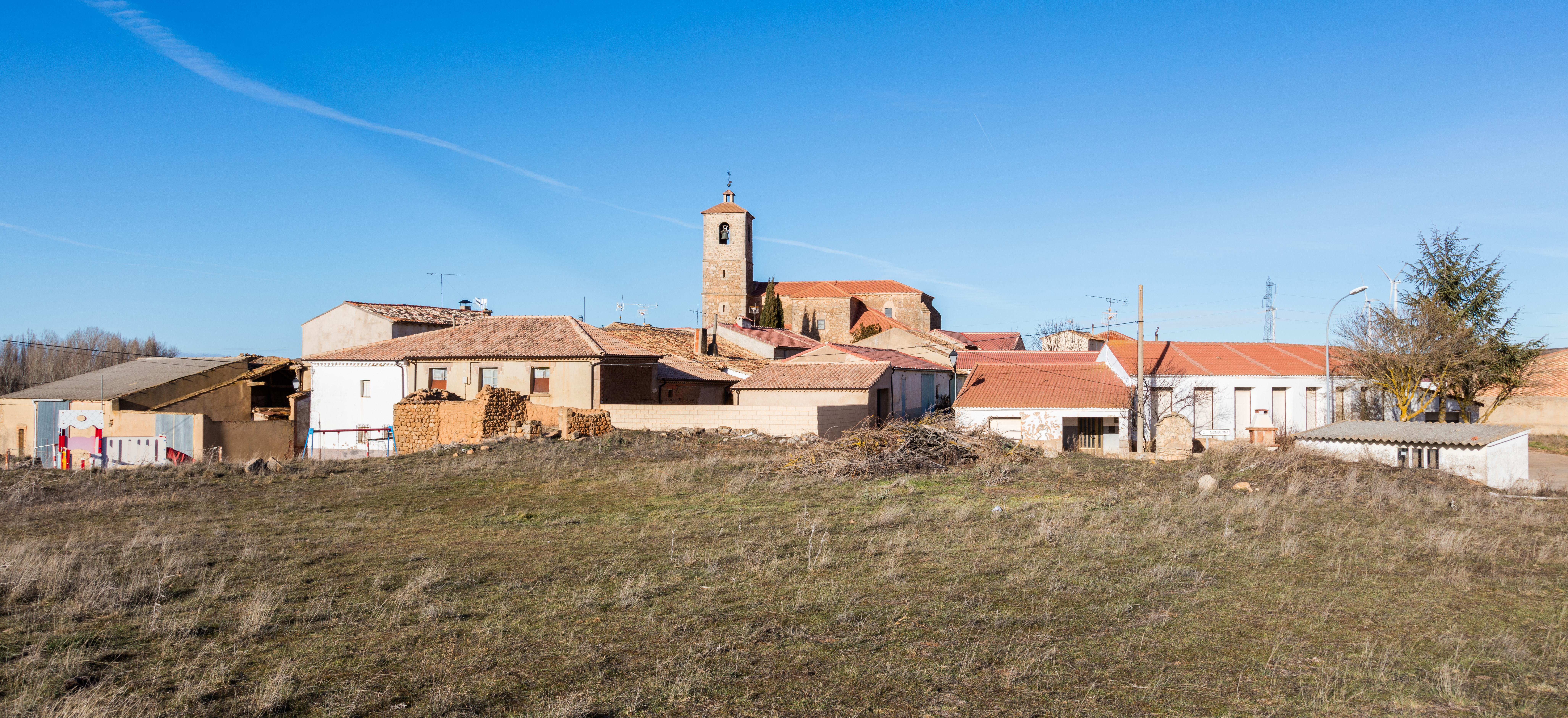

알렌티스케(Alentisque)는 스페인 카스티야이레온주 소리아도에 위치한 지방 바치체이다. 2018년 인구 조사(INE)에 따르면 이 지방 자치체의 거주 인구 수는 33명이다. 총 면적은 34.97 km2이며 인구 밀도는 0.94/km2이다.